# Pagurus moluccensis
Pagurus moluccensis is een tienpotigensoort uit de familie van de Paguridae. De wetenschappelijke naam van de soort is voor het eerst geldig gepubliceerd in 1988 door Haig & Ball.